# オサレさん
『オサレさん』は、2014年8月4日からスマートフォン向け無料放送局NOTTV3で放送している番組である。

## 概要
オサレさんとは司会進行役の茂木淳一と上田眞央と週替わりゲストでおくる新感覚ファッション・バラエティー番組。
ファッション、メイク、グルメや雑貨、カルチャー、人など、ライフスタイルの全てに通じる「こだわりのあるオシャレ」を「オサレ」と定義し、オサレをテーマとした内容を発信している。

## 出演したオサレなゲスト
2014年
- 8月4日 森崎友紀
- 8月11日 岡野真也
- 8月18日 末延麻裕子
- 8月25日 西田有沙
- 9月1日 重本ことり(Dream5)
- 9月8日 中山由香
- 9月15日 松浦雅
- 9月22日 faint★star
- 9月29日 名倉七海
- 10月6日 瀬斗光黄

## オサレさん歩のロケ場所
- アイスバー PALETAS（吉祥寺）
- 東京湾納涼船（竹芝客船ターミナル）
- マヨテラス（調布市仙川）
- フライング タイガー コペンハーゲン（表参道ストア）
- Mexican Dining AVOCADO（下北沢店）
- BBQ＆BEER TERRACE 130DAY'S（ルミネエスト新宿）
- Under700 ・麦酒工房（高円寺）
- 雷門 ・仲見世 ・浅草寺 ・忍屋 ・一文（ねぎま鍋）（浅草）

## スタッフ
- 作家 - 鈴木直人
- 音効 - 関口政孔
- CG - 大窪マサヒロ
- メイク - 渡辺いずみ
- 協力 - d fashion MAGASEEK ART PLAZA
- ディレクター - 川並敏英(fmt) 西隆弘(fmt)
- 演出 - 遠山政志(fmt)
- プロデューサー - 尾形直樹(NOTTV) 奥本晃義(fmt)
- 制作協力 - フジ・メディア・テクノロジー